# مانیگنج
مانیگنج (به لاتین: Manikganj) یک منطقهٔ مسکونی در بنگلادش است که در ناحیه منیک‌گنج واقع شده‌است. مانیگنج ۲٫۲۸ کیلومتر مربع مساحت و ۲۰۰٬۰۰۰ نفر جمعیت دارد.